# Вилце (село)
Ви́лце (латыш. Vilce) — село в Елгавском крае Латвии, административный центр Вилцской волости. Находится на правом берегу реки Вилце у региональной автодороги P103 (Добеле — Бауска). Расстояние до города Елгавы — около 27 км. По данным на 2015 год, в населённом пункте проживало 278 человек.
Есть волостная администрация, начальная школа, дом культуры, библиотека, почтовое отделение, магазины. В селе находится поместье Вилце — памятник архитектуры.

## История
Село расположено на территории бывшего поместья Вилце (Грос-Вильцен).
В советское время населённый пункт был центром Аусмского сельсовета Елгавского района. В селе располагалась центральная усадьба совхоза «Вилце».